# Frassino (araldica)
In araldica il frassino è assunto come simbolo di  padronanza assoluta per la sua capacità, si dice, di elevarsi potente sino a sacrificare tutti gli alberi che gli stanno dattorno, con la sola eccezione dell'olmo. Può rappresentare la forza d'animo e il 
principe giusto che scaccia dai suoi domini «gli uomini dannosi».
Nella mitologia nordica è rilevante il frassino Yggdrasill con le radici nell'inferno, i rami a coprire la terra e la vetta nel cielo.

Frassino al naturale (stemma di Cuggiono)
D'argento, al ramo di frassino di verde (Eschbach-au-Val, Francia)